# Raoul Calary de Lamazière
Pour les articles homonymes, voir Calary de Lamazière.
Raoul Calary de Lamazière est un homme politique français né le 10 mai 1879 à Paris et mort le 30 janvier 1932 dans un accident de voiture à la Closure, hameau de Chuisnes (Eure-et-Loir), transporté à Chartres, où il meurt.

## Biographie

### Jeunesse et études
Raoul Calary de Lamazière est né dans une famille de la bourgeoisie française,. Il est le père de Simonne Calary de Lamazière, femme de Jean de Lattre de Tassigny.
Après un baccalauréat en lettres, il fréquente la faculté de droit de Paris et l’École libre des sciences politiques (section diplomatique). Il devient docteur en droit pour une thèse défendue en 1905, intitulée Les capitulations en Bulgarie. 

### Parcours professionnel
Il est avocat à la cour d'appel de Paris en 1899.
Il est conseiller municipal de Villeloin-Coulangé (Indre-et-Loire) en 1919 et est élu député de la Seine de 1919 à 1924, inscrit au groupe de la Gauche républicaine démocratique. Il écrit de nombreux articles pour des revues littéraires.

## Sources
- « Raoul Calary de Lamazière », dans le Dictionnaire des parlementaires français (1889-1940), sous la direction de Jean Jolly, PUF, 1960 [détail de l’édition]
- Arlette Schweitz, Les Parlementaires de la Seine sous la Troisième République, t. II, Dictionnaire biographique, Publications de la Sorbonne, 2001, p. 123.